# Emjay Anthony
Michael Emjay Anthony Salazar (Clearwater, Florida, 1 de junio de 2003) es un actor estadounidense de cine y televisión. Comenzó su carrera artística apareciendo en anuncios de propaganda a la edad de cuatro años. Ha actuado en películas como It's Complicated, con Meryl Streep y Alec Baldwin, y también en The Divergent Series: Insurgent, interpretando a Héctor (2015).

## Filmografía
| Cine       | Cine                                       | Cine             | Cine                            |
| Año        | Título                                     | Papel            | Notas                           |
| ---------- | ------------------------------------------ | ---------------- | ------------------------------- |
| 2009       | It's Complicated (No es tan fácil)         | Pedro Adler      |                                 |
| 2013       | No Ordinary Hero: The SuperDeafy Movie     | Dean             |                                 |
| 2014       | Chef                                       | Percy            |                                 |
| 2015       | The Divergent Series: Insurgent            | Hector           |                                 |
| 2015       | Incarnate                                  | Jake             |                                 |
| 2015       | Krampus                                    | Max              |                                 |
| 2016       | Donald Trump's, The Art of Deal: The Movie | Niño 1           |                                 |
| 2016       | El libro de la selva                       | Grey (voz)       |                                 |
| 2016       | Bad Moms                                   | Dylan Mitchell   |                                 |
| 2017       | A Bad Moms Christmas                       | Dylan Mitchell   |                                 |
| 2019       | Réplicas                                   | Matt Foster      |                                 |
| Televisión |                                            |                  |                                 |
| Año        | Título                                     | Papel            | Notas                           |
| 2012       | Applebaum                                  | Sam              | Telefilm                        |
| 2012       | Grey's Anatomy                             | Oliver Lefkowitz | Episodio: "Run, Baby, Run"      |
| 2013       | El mentalista                              | Marvin Pettigrew | Episodio: "Little Red Corvette" |
| 2014       | Rake                                       | Adam Leon        | 6 episodios                     |
| 2015       | Members Only                               | Evan             | Telefilm                        |